# Crise da meia-idade política
Uma crise da meia-idade política é um ponto de virada ou um divisor de águas nas condições favoráveis de uma entidade de governança, como um império, nação, facção, partido político ou aliança internacional. O conceito foi desenvolvido pela primeira vez pelo pensador árabe Ibne Caldune (1332-1406), que comparou o declínio de um indivíduo após atingir a idade de quarenta anos, com o declínio sedentário que ocorre em uma dinastia. Mais recentemente, o cientista político Joshua S. Goldstein usou o conceito (em inglês, political midlife crisis) em seu livro de 1988, Long Cycles: Prosperity and War in the Modern Age (Ciclos longos: prosperidade e guerra na era moderna).
Uma crise de meia-idade política ocorre após uma prolongada era de ouro de expansionismo, otimismo, progresso econômico, conquista ou outro sucesso, e normalmente apresenta ataques ou ameaças a uma potência rival. Os ataques são vigorosamente opostos, terminando em impasse ou derrota.
A "crise da meia-idade política" é paralela à "crise da meia-idade" na identidade e autoconfiança de uma pessoa de meia-idade, causada pelo envelhecimento da pessoa, mortalidade e quaisquer deficiências percebidas nas realizações da vida. A crise da meia-idade política aplica os conceitos de "organismo social" e o "corpo político", que vê toda uma sociedade humana como uma espécie de superorganismo único.

## História do conceito
Ibne Caldune, no Muqaddimah (1377), apresentou uma teoria geral da ascensão e queda dos regimes. Um conquistador implacável com uma "atitude desértica" (ascética) estabelece uma nova dinastia. Ao longo de alguns anos, a autoridade real e asabiyyah (coesão social) permitem "expansão ao limite". Então, como na vida de um indivíduo, chega-se a um ponto de virada. De acordo com Caldune, quando um homem chega aos quarenta, ele naturalmente para de crescer e depois começa a declinar.
O mesmo acontece com a cultura de uma civilização sedentária.  A nova cultura sedentária da dinastia promove o amor ao luxo e ao gosto pela riqueza. As pessoas ficam sobrecarregadas de impostos e adquirem um "hábito de subserviência".  Seus governantes subvertem os direitos de propriedade e se tornam fracos, desonestos e divididos. Finalmente, depois de três gerações - equivalente a uma vida humana - a dinastia torna-se "senil e coercitiva". Pode seguir-se uma final "demonstração de poder brilhantemente ardente",  mas o colapso da dinastia é inevitável. Uma nova dinastia assume, e o ciclo continua. Ibne Caldune diz: "Esta senilidade é uma doença crônica que não pode ser curada, porque é algo natural".
Em 1988, Joshua S Goldstein avançou o conceito da crise da meia-idade política em seu livro sobre "teoria do ciclo longo: prosperidade e guerra na era moderna oferece quatro exemplos do processo:
- O Império Britânico e a Guerra da Crimeia (1853-1856): Um século após o surgimento da Revolução Industrial na Grã-Bretanha, e após o subsequente boom ferroviário de 1815-1853, a Grã-Bretanha, na Guerra da Crimeia , declarou guerra ao Império Russo , que foi percebido como uma ameaça à Índia britânica e às rotas comerciais do Mediterrâneo oriental para o subcontinente indiano . A Guerra da Crimeia destacou o mau estado do exército britânico , que foi então abordado, e a Grã-Bretanha concentrou-se na expansão colonial e não participou mais das guerras europeias até a eclosão da Primeira Guerra Mundialem 1914.[2]
- O Império Alemão e a Primeira Guerra Mundial (1914–1918): Sob o chanceler Otto von Bismarck , a Alemanha havia sido unificada entre 1864 e 1871, e então tinha visto 40 anos de rápida expansão industrial, militar e colonial. Em 1914, o Plano Schlieffen para conquistar a França em oito semanas deveria ter sido seguido pela subjugação do Império Russo, deixando a Alemanha como mestre da Mitteleuropa (Europa Central). No evento, França, Grã- Bretanha, Rússia e Estados Unidos lutaram contra a Alemanha até a paralisação, a derrota e um humilhante acordo de paz em Versalhes (1919) e o estabelecimento da instável República de Weimar da Alemanha (1919-33), em um prelúdio da Segunda Guerra Mundial.[2]
- A União Soviética e a Crise dos Mísseis de Cuba (1962): A União Soviética se industrializou rapidamente sob Joseph Stalin e, após a Segunda Guerra Mundial, tornou-se uma superpotência nuclear rival dos Estados Unidos . Em 1962, o primeiro-ministro soviético Nikita Khrushchev , com a intenção de garantir a paridade estratégica com os Estados Unidos, secretamente, com o apoio de Fidel Castro , enviou mísseis nucleares para a Cuba de Castro , a 70 milhas do estado americano da Flórida. O Presidente dos EUA John F. Kennedy determinou o bloqueio (o termo "quarentena" sendo usado porque um bloqueio é um ato de guerra), a ilha de Cuba e negociou a remoção dos mísseis soviéticos de Cuba (em troca da posterior remoção dos mísseis americanos da Turquia).[2]
- Os Estados Unidos e a Guerra do Vietnã (1955-1975): Durante a Segunda Guerra Mundial e o período pós-guerra que se seguiu, os Estados Unidos expandiram muito suas capacidades e indústrias militares. Depois que a França, apoiada financeiramente pelos EUA, foi derrotada no Vietnã em 1954 e esse país foi temporariamente dividido em Vietnã do Norte e do Sul sob os Acordos de Genebra de 1954  e quando a guerra irrompeu entre o Norte e o Sul, após a recusa do presidente do Vietnã do Sul, Ngo Dinh Diem, em permitir eleições em todo o Vietnã em 1956, conforme estipulado nos Acordos de Genebra, o partido ideologicamente anticomunista. Os Estados Unidos apoiaram o Vietnã do Sul com material em uma guerra por procuração da Guerra Fria e, aos poucos, se permitiram ser atraídos para a luta perdida do Vietnã do Sul contra o Vietnã do Norte comunista e os vietcongues atuando no Vietnã do Sul. Em última análise, após a derrota do Vietnã do Sul e dos Estados Unidos, a crença do governo dos EUA de que a derrota do Vietnã do Sul resultaria em todos os remanescentes do Sudeste Asiático "tornando-se comunistas" (como proclamado pela " teoria do dominó" dos EUA ), provou ser errônea.[2]

Após os ataques da Al Qaeda aos Estados Unidos em 11 de setembro de 2001, e as subsequentes guerras inconclusivas dos Estados Unidos no Afeganistão (2001–2021) e no Iraque (2003–2011) , iniciadas pelo presidente dos EUA George W. Bush, Professor Gary Weaver e seu co-autor Adam Mendelson, escrevendo em 2008, citou uma pesquisa com 109 historiadores, 99% dos quais classificaram Bush como um "fracasso" como presidente, dois terços classificando-o como o "pior de todos os tempos". Weaver e Mendelson escreveram que os Estados Unidos estavam em sua "infância" antes de 1898; em sua "adolescência", 1898-1945; em "jovem idade adulta", 1945-1991; em "idade adulta", 1991-2001. Weaver e Mendelson, a partir de sua perspectiva de 2008, anteciparam que os traumas da presidência de George W. Bush iriam "temperar [os Estados Unidos] com nova força, sabedoria e maturidade", permitindo-lhes avançar dessa crise da meia-idade política.
A crise da dívida europeia (2009-presente) foi chamada de crise da meia-idade da União Europeia em artigos de Gideon Rachman, Roland Benedikter e Natalie Nougayrède.

## Outros exemplos
Leo Tolstoy, em Guerra e Paz, escreveu sobre a invasão francesa da Rússia em 1812: "Qual é a causa desse movimento que levou o exército francês de Paris a Moscou e depois de volta a Paris? força... a vida inconsciente do enxame da humanidade." A decisão francesa de invadir a Rússia em 1812 tinha a intenção de garantir uma aliança franco-russa que então conquistaria a Índia, mas terminou em uma derrota e no exílio de Bonaparte - levando Stanley Michalak a escrever que "Em 1812 Napoleão falhou com o supremo teste de política de poder - saber quando parar."
O massacre de Amritsar em 1919 na Índia colonial marcou um ponto de virada para o movimento de independência da Índia, pois muitos indianos que até então apoiavam o domínio colonial mudaram de ideia com desgosto. Da mesma forma, o massacre de Sharpeville em 1960 na África do Sul da era do apartheid trouxe um estado de emergência e levou o Congresso Nacional Africano à clandestinidade e à luta armada.
A derrota do Egito na Guerra dos Seis Dias com Israel em 1967 foi um ponto de virada política para o presidente do Egito, Gamal Abdel Nasser e para a causa árabe. Nasser imediatamente ofereceu sua renúncia e morreu três anos depois; a causa do nacionalismo árabe nunca se recuperou. Mark Katz  descreve o evento como uma "crise de confiança da qual [o Egito] nunca se recuperou".
Um artigo da Economist foi um dos primeiros a reconhecer a natureza da crise de crédito de 2007-08. Beáta Farkas vê a crise do Euro como outro ponto de virada financeira.
Na Índia, o partido BJP supostamente sofreu uma crise de meia-idade nos últimos anos, enquanto em Bangladesh uma crise de meia-idade supostamente ocorreu após um controverso julgamento de 2012.
Segundo o professor Tom Nicholls, Vladimir Putin levou a Rússia à “mais perigosa” crise de meia-idade dos últimos tempos.

## Nações em risco
The Economist diz que é uma "questão de quando, não se, problemas reais atingirão a China ". O país está se aproximando dos limites de seu potencial de poder e crescimento, tendo em 2010 atingido o ponto de virada de Lewis, um indicador de escassez de mão de obra.